# Campeonato Sub-17 de la Concacaf de 2015
El Campeonato Sub-17 de la Concacaf de 2015 fue la 17.ª edición del torneo de fútbol que se llevó a cabo en Honduras. Participaron selecciones con jugadores menores de 17 años, y sirve como clasificación de cuatro equipos de la Concacaf a la Copa Mundial de Fútbol Sub-17 de 2015 en Chile.

## Sedes
| San Pedro Sula                 | San Pedro Sula            |
| ------------------------------ | ------------------------- |
| Estadio Olímpico Metropolitano | Estadio Francisco Morazán |
| Capacidad: 37.325              | Capacidad: 18.000         |

## Equipos participantes
| Canadá     | Estados Unidos | Guatemala | Panamá            |
| Costa Rica | Haití          | Jamaica   | Santa Lucía       |
| Cuba       | Honduras       | México    | Trinidad y Tobago |

## Sistema de competencia
Con el nuevo formato habrá acción de la fase de grupos en San Pedro Sula. Con dos escenarios sedes los cuales serán el Estadio Olímpico Metropolitano y el Estadio Francisco Morazán. Jugarán 12 equipos por cuatro cupos al Mundial de Chile: cinco del Caribe, cuatro de UNCAF y tres de Norteamérica (los fijos Canadá, México y Estados Unidos).
"Este año, un nuevo formato será presentado para favorecer el desarrollo y la competencia. Los 12 equipos clasificados se dividirán en dos grupos de seis, en donde jugarán todos contra todos los primeros cinco días", justifica el ente en un comunicado a la prensa.
Según la Confederación, los primeros lugares de cada grupo tendrán ya un boleto al Mundial, además del privilegio de jugar la final, el 15 de marzo en el Estadio Francisco Morazán.
Luego, "los segundos y terceros de cada grupo volverán a ser sembrados, sobre la base de los puntos obtenidos en la fase de grupos. El equipo con más puntos enfrentará al cuarto lugar, mientras que el tercero lo hará contra el segundo. El ganador de cada partido se clasificará directo" a la Copa del Mundo sub-17.
Es decir que en cada grupo serán solo los tres primeros los que tendrán oportunidad de clasificarse al Mundial, teniendo seguro sus boletos los líderes.

## Primera fase
Los primeros de cada grupo clasifican automáticamente al mundial de la categoría y a la final del torneo. Los segundos y terceros lugares de cada grupo avanzan a un play-off.

### Grupo A
| Pos. | Equipo                | Pts. | PJ | G | E | P | GF | GC | Dif. | Clasificación          |
| ---- | --------------------- | ---- | -- | - | - | - | -- | -- | ---- | ---------------------- |
| 1    | Honduras (H)          | 11   | 5  | 3 | 2 | 0 | 9  | 4  | +5   | Final y Mundial Sub-17 |
| 2    | Jamaica               | 10   | 5  | 3 | 1 | 1 | 9  | 5  | +4   | Playoff                |
| 3    | Estados Unidos        | 10   | 5  | 3 | 1 | 1 | 13 | 4  | +9   | Playoff                |
| 4    | Guatemala (E)         | 4    | 5  | 1 | 1 | 3 | 7  | 9  | −2   |                        |
| 5    | Cuba (E)              | 4    | 5  | 0 | 4 | 1 | 4  | 9  | −5   |                        |
| 6    | Trinidad y Tobago (E) | 1    | 5  | 0 | 1 | 4 | 4  | 16 | −12  |                        |

 Fuente: CONCACAF
| 27 de febrero de 2015 | Guatemala                                  | 4:1 (3:1) | Trinidad y Tobago | Estadio Francisco Morazán, San Pedro Sula |                             |
|                       | Raymundo 3' 54' · Valdez 10' · Lemus 45+2' | Reporte   | Julien 45'        | Árbitro(s): Ricardo Montero               | Árbitro(s): Ricardo Montero |

| 27 de febrero de 2015 | Estados Unidos                                    | 5:0 (3:0) | Cuba | Estadio Francisco Morazán, San Pedro Sula |                              |
|                       | Arellano 5' · Gallardo 40' 65' 88' · Zendejas 43' | Reporte   |      | Árbitro(s): Mathieu Bourdeau              | Árbitro(s): Mathieu Bourdeau |

| 27 de febrero de 2015 | Honduras                 | 2:0 (1:0) | Jamaica | Estadio Francisco Morazán, San Pedro Sula |                          |
|                       | Vuelto 12' · Álvarez 78' | Reporte   |         | Árbitro(s): Kimbell Ward                  | Árbitro(s): Kimbell Ward |

| 2 de marzo de 2015 | Jamaica                      | 2:1 (1:1) | Guatemala  | Estadio Francisco Morazán, San Pedro Sula |                          |
|                    | Adamolekun 13' · Dawkins 90' | Reporte   | Mendez 26' | Árbitro(s): Drew Fischer                  | Árbitro(s): Drew Fischer |

| 2 de marzo de 2015 | Trinidad y Tobago | 0:2 (0:1) | Estados Unidos            | Estadio Francisco Morazán, San Pedro Sula |                           |
|                    |                   | Reporte   | Gallardo 31' · Wright 71' | Árbitro(s): Adrian Skeete                 | Árbitro(s): Adrian Skeete |

| 2 de marzo de 2015 | Cuba        | 1:1 (0:0) | Honduras  | Estadio Francisco Morazán, San Pedro Sula |                         |
|                    | Herrera 78' | Reporte   | Grant 50' | Árbitro(s): César Ramos                   | Árbitro(s): César Ramos |

| 5 de marzo de 2015 | Cuba     | 1:1 (0:0) | Jamaica        | Estadio Francisco Morazán, San Pedro Sula |                          |
|                    | Puga 47' | Reporte   | Adamolekun 53' | Árbitro(s): Kimbell Ward                  | Árbitro(s): Kimbell Ward |

| 5 de marzo de 2015 | Guatemala | 1:4 (0:3) | Estados Unidos                           | Estadio Francisco Morazán, San Pedro Sula |                             |
|                    | Soto 65'  | Reporte   | Pérez 10' 20' 45+1' (pen.) · DaSilva 48' | Árbitro(s): Ricardo Montero               | Árbitro(s): Ricardo Montero |

| 5 de marzo de 2015 | Honduras                | 2:0 (0:0) | Trinidad y Tobago | Estadio Francisco Morazán, San Pedro Sula |                              |
|                    | Andrade 53' · Quaye 90' | Reporte   |                   | Árbitro(s): Mathieu Bourdeau              | Árbitro(s): Mathieu Bourdeau |

| 8 de marzo de 2015 | Trinidad y Tobago | 1:5 (1:2) | Jamaica                                                      | Estadio Francisco Morazán, San Pedro Sula |                         |
|                    | Powder 44'        | Reporte   | Vassell 39' · Adamolekun 45+3' · Brown 80' 85' · Dawkins 90' | Árbitro(s): Drew Fisher                   | Árbitro(s): Drew Fisher |

| 8 de marzo de 2015 | Cuba | 0:0     | Guatemala | Estadio Francisco Morazán, San Pedro Sula |                                         |
|                    |      | Reporte |           | Árbitro(s): José Antonio Kellys Márquez   | Árbitro(s): José Antonio Kellys Márquez |

| 8 de marzo de 2015 | Estados Unidos            | 2:2 (2:1) | Honduras                    | Estadio Francisco Morazán, San Pedro Sula |                                |
|                    | DelaTorre 23' · Pérez 32' | Reporte   | Matamoros 16' · Sánchez 87' | Árbitro(s): César Arturo Ramos            | Árbitro(s): César Arturo Ramos |

| 11 de marzo de 2015 | Trinidad y Tobago      | 2:2 (0:1) | Cuba                   | Estadio Francisco Morazán, San Pedro Sula |                              |
|                     | Riley 65' · Powder 71' | Reporte   | Puga 6' · Borromeo 84' | Árbitro(s): William Anderson              | Árbitro(s): William Anderson |

| 11 de marzo de 2015 | Estados Unidos | 0:1 (0:0) | Jamaica    | Estadio Francisco Morazán, San Pedro Sula |                             |
|                     |                | Reporte   | Nelson 57' | Árbitro(s): Ricardo Montero               | Árbitro(s): Ricardo Montero |

| 11 de marzo de 2015 | Honduras               | 2:1 (2:1) | Guatemala  | Estadio Francisco Morazán, San Pedro Sula |                              |
|                     | Rivera 8' · Vuelto 38' | Reporte   | García 26' | Árbitro(s): Mathieu Bourdeau              | Árbitro(s): Mathieu Bourdeau |

### Grupo B
| Pos. | Equipo          | Pts. | PJ | G | E | P | GF | GC | Dif. | Clasificación          |
| ---- | --------------- | ---- | -- | - | - | - | -- | -- | ---- | ---------------------- |
| 1    | México          | 11   | 5  | 3 | 2 | 0 | 13 | 3  | +10  | Final y Mundial Sub-17 |
| 2    | Canadá          | 10   | 5  | 3 | 1 | 1 | 10 | 6  | +4   | Playoff                |
| 3    | Costa Rica      | 10   | 5  | 3 | 1 | 1 | 13 | 5  | +8   | Playoff                |
| 4    | Panamá (E)      | 9    | 5  | 3 | 0 | 2 | 15 | 7  | +8   |                        |
| 5    | Haití (E)       | 3    | 5  | 1 | 0 | 4 | 6  | 17 | −11  |                        |
| 6    | Santa Lucía (E) | 0    | 5  | 0 | 0 | 5 | 4  | 23 | −19  |                        |

 Fuente: CONCACAF
| 28 de febrero de 2015 | Panamá      | 1:3 (1:2) | México                                       | Estadio Olímpico Metropolitano, San Pedro Sula |                           |
|                       | Córdoba 37' | Reporte   | Zamudio 5' · Chanis 25' (a.g.) · Aguirre 54' | Árbitro(s): Oscar Moncada                      | Árbitro(s): Oscar Moncada |

| 28 de febrero de 2015 | Santa Lucía | 0:4 (0:1) | Costa Rica                        | Estadio Olímpico Metropolitano, San Pedro Sula |                         |
|                       |             | Reporte   | Reyes 31' · 52' · Masis 49' · 68' | Árbitro(s): Kari Tyrell                        | Árbitro(s): Kari Tyrell |

| 28 de febrero de 2015 | Canadá                                  | 3:1 (2:1) | Haití     | Estadio Olímpico Metropolitano, San Pedro Sula |                              |
|                       | Ewart 34' · Baldisimo 45+2' · Chung 73' | Reporte   | Damus 32' | Árbitro(s): Christopher Reid                   | Árbitro(s): Christopher Reid |

| 3 de marzo de 2015 | Haití | 0:7 (0:5) | Panamá                                                                          | Estadio Olímpico Metropolitano, San Pedro Sula |                             |
|                    |       | Reporte   | Córdoba 9' 20' · Ávila 13' 51' · Beckles 19' · Carrasquilla 44' · Rodríguez 79' | Árbitro(s): Edvin Jurisevic                    | Árbitro(s): Edvin Jurisevic |

| 3 de marzo de 2015 | México                                                     | 6:0 (1:0) | Santa Lucía | Estadio Olímpico Metropolitano, San Pedro Sula |                           |
|                    | Torres 43' 90+5' · Magaña 58' · Gurrola 61' 76' · Lara 72' | Reporte   |             | Árbitro(s): Mario Escobar                      | Árbitro(s): Mario Escobar |

| 3 de marzo de 2015 | Costa Rica                      | 2:3 (1:1) | Canadá                                    | Estadio Olímpico Metropolitano, San Pedro Sula |                              |
|                    | Martínez 17' (pen.) · Reyes 47' | Reporte   | Ewart 31' · Sagno 57' (pen.) · Sakiki 67' | Árbitro(s): William Anderson                   | Árbitro(s): William Anderson |

| 6 de marzo de 2015 | Costa Rica                            | 4:1 (2:1) | Haití    | Estadio Olímpico Metropolitano, San Pedro Sula |                              |
|                    | Daly 3' 8' · Reyes 72' · González 74' | Reporte   | Dede 21' | Árbitro(s): Christopher Reid                   | Árbitro(s): Christopher Reid |

| 6 de marzo de 2015 | Panamá                                             | 6:2 (5:1) | Santa Lucía               | Estadio Olímpico Metropolitano, San Pedro Sula |                         |
|                    | Córdoba 17' 18' 33' · Beckles 36' 40' · Picart 74' | Reporte   | Philip 12' · Nicholas 82' | Árbitro(s): Karl Tyrell                        | Árbitro(s): Karl Tyrell |

| 6 de marzo de 2015 | Canadá     | 1:1 (1:1) | México     | Estadio Olímpico Metropolitano, San Pedro Sula |                           |
|                    | Borges 41' | Reporte   | Torres 19' | Árbitro(s): Óscar Moncada                      | Árbitro(s): Óscar Moncada |

| 9 de marzo de 2015 | México                  | 2:0 (1:0) | Haití | Estadio Olímpico Metropolitano, San Pedro Sula |                             |
|                    | López 38' · Venegas 71' | Reporte   |       | Árbitro(s): Tristley Bassou                    | Árbitro(s): Tristley Bassou |

| 9 de marzo de 2015 | Costa Rica                     | 2:0 (0:0) | Panamá | Estadio Olímpico Metropolitano, San Pedro Sula |                             |
|                    | Blackman 77' (a.g.) · Daly 87' | Reporte   |        | Árbitro(s): Edvin Jurisevic                    | Árbitro(s): Edvin Jurisevic |

| 9 de marzo de 2015 | Santa Lucía  | 1:3 (1:2) | Canadá                              | Estadio Olímpico Metropolitano, San Pedro Sula |                           |
|                    | Joseph 44' · | Reporte   | Sagno 34' · Ewart 35' · Tabla 57' · | Árbitro(s): Mario Escobar                      | Árbitro(s): Mario Escobar |

| 12 de marzo de 2015 | México        | 1:1 (0:0) | Costa Rica     | Estadio Olímpico Metropolitano, San Pedro Sula |                           |
|                     | Zamudio 50' · | Reporte   | Sequeira 85' · | Árbitro(s): Adrian Skeete                      | Árbitro(s): Adrian Skeete |

| 12 de marzo de 2015 | Santa Lucía | 1:4 (1:3) | Haití                            | Estadio Olímpico Metropolitano, San Pedro Sula |                                         |
|                     | Nicholas 2' | Reporte   | Damus 9' 31' 45' · Johnson 64' · | Árbitro(s): José Antonio Kellys Márquez        | Árbitro(s): José Antonio Kellys Márquez |

| 12 de marzo de 2015 | Canadá | 0:1 (0:1) | Panamá    | Estadio Olímpico Metropolitano, San Pedro Sula |                         |
|                     |        | Reporte   | Santos 9' | Árbitro(s): Karl Tyrell                        | Árbitro(s): Karl Tyrell |

## Segunda fase

### Play-Off
Los equipos que finalicen de segundo y tercer lugar de cada grupo son sembrados por los resultados de la etapa de grupos, el mejor equipo se enfrenta al cuarto mejor, y el segundo juega contra el tercero.
| Seed | Grp. | Equipo         | Pts. | PJ | G | E | P | GF | GC | Dif. |
| ---- | ---- | -------------- | ---- | -- | - | - | - | -- | -- | ---- |
| 1    | A    | Estados Unidos | 10   | 5  | 3 | 1 | 1 | 13 | 4  | +9   |
| 2    | B    | Costa Rica     | 10   | 5  | 3 | 1 | 1 | 13 | 5  | +8   |
| 3    | B    | Canadá         | 10   | 5  | 3 | 1 | 1 | 10 | 6  | +4   |
| 4    | A    | Jamaica        | 10   | 5  | 3 | 1 | 1 | 9  | 5  | +4   |

 Fuente: CONCACAF
| 15 de marzo de 2015 14:00 | Costa Rica                                    | 3:0 (2:0) | Canadá | Estadio Francisco Morazán, San Pedro Sula |                                |
|                           | Hernández 18' · Reyes 27' · Sakiki 74' (a.g.) | Reporte   |        | Árbitro(s): César Arturo Ramos            | Árbitro(s): César Arturo Ramos |

| 15 de marzo de 2015 17:00 | Estados Unidos                                              | 0:0 (5:4 p.)               | Jamaica                                                   | Estadio Francisco Morazán, San Pedro Sula |                           |
|                           |                                                             | Reporte                    |                                                           | Árbitro(s): Óscar Moncada                 | Árbitro(s): Óscar Moncada |
|                           |                                                             | Tiros desde el punto penal |                                                           |                                           |                           |
|                           | Pulisic · Gallardo · Barbir · Zendejas · J. Nelson · Velela |                            | N. Nelson · Hinds · Hammond · Senior · Talbott · Marshall |                                           |                           |

### Final
| 15 de marzo de 2015, 20:00          | Honduras | 0:3 (0:2) | México                               | Estadio Olímpico, San Pedro Sula |                             |
|                                     |          | Reporte   | Magaña 7' · Zamudio 15' · Torres 50' | Árbitro(s): Ricardo Montero      | Árbitro(s): Ricardo Montero |
| México, Campeón Sub-17 de Concacaf. |          |           |                                      |                                  |                             |

### Goleadores
| Jugador              | Selección         | Goles | PJ |
| -------------------- | ----------------- | ----- | -- |
| Ronaldo Córdoba      | Panamá            | 6     | 3  |
| Joe Gallardo         | Estados Unidos    | 4     | 2  |
| Joshua Pérez         | Estados Unidos    | 4     | 2  |
| Duwayne Ewart        | Canadá            | 3     | 1  |
| Ulises Torres        | México            | 3     | 0  |
| Andy Reyes           | Costa Rica        | 2     | 1  |
| Kevin Masis          | Costa Rica        | 2     | 1  |
| Pando Ramírez        | Guatemala         | 2     | 1  |
| José Gurrola         | México            | 2     | 0  |
| Kevin Magaña         | México            | 2     | 0  |
| Matteuw Baldisimo    | Canadá            | 1     | 1  |
| Kadin Chung          | Canadá            | 1     | 1  |
| Hugo Arellano        | Estados Unidos    | 1     | 1  |
| Alejandro Zendejas   | Estados Unidos    | 1     | 1  |
| Haji Wright          | Estados Unidos    | 1     | 2  |
| Pierre DaSilva       | Estados Unidos    | 1     | 0  |
| Lucas Dela Torre     | Estados Unidos    | 1     | 0  |
| Víctor Valdez        | Guatemala         | 1     | 1  |
| Abel Lemus           | Guatemala         | 1     | 1  |
| John Méndez          | Guatemala         | 1     | 2  |
| Ronaldo Damus        | Haití             | 1     | 1  |
| Darixon Vuelto       | Honduras          | 1     | 1  |
| Jorge Álvarez        | Honduras          | 1     | 1  |
| Nathaniel Adamolekun | Jamaica           | 1     | 2  |
| Donovan Dawkins      | Jamaica           | 1     | 2  |
| Claudio Zamudio      | México            | 1     | 2  |
| Eduardo Aguirre      | México            | 1     | 2  |
| Kevin Torres         | México            | 1     | 1  |
| Pablo López          | México            | 1     | 0  |
| Francisco Venegas    | México            | 1     | 0  |
| Kenston Julien       | Trinidad y Tobago | 1     | 1  |
| Kenley Dede          | Haití             | 1     | 1  |

| Jugador         | Selección | Autogoles                     |
| --------------- | --------- | ----------------------------- |
| Emmanuel Chanis | Panamá    | 1 (Jugando contra México)     |
| César Blackman  | Panamá    | 1 (Jugando contra Costa Rica) |

### Clasificación general
| Pos. | Equipo            | G | Pts | PJ | PG | PE | PP | GF | GC | Dif. | Rend.  |
| ---- | ----------------- | - | --- | -- | -- | -- | -- | -- | -- | ---- | ------ |
| 1    | México            | B | 14  | 6  | 4  | 2  | 0  | 16 | 3  | +13  | 77.77% |
| 2    | Honduras          | A | 11  | 6  | 3  | 2  | 1  | 7  | 6  | +1   | 61.11% |
| 3    | Costa Rica        | B | 13  | 6  | 4  | 1  | 1  | 13 | 5  | +8   | 72.22% |
| 4    | Estados Unidos    | A | 11  | 6  | 3  | 2  | 1  | 13 | 4  | +9   | 61.11% |
| 5    | Jamaica           | A | 11  | 6  | 3  | 2  | 1  | 9  | 5  | +4   | 61.11% |
| 6    | Canadá            | B | 10  | 6  | 3  | 1  | 2  | 10 | 8  | +2   | 55.55% |
| 7    | Panamá            | B | 9   | 5  | 3  | 0  | 2  | 15 | 7  | +8   | 40%    |
| 8    | Guatemala         | A | 4   | 4  | 1  | 1  | 2  | 6  | 7  | -1   | 33.33% |
| 9    | Cuba              | A | 3   | 4  | 0  | 3  | 1  | 2  | 7  | -5   | 25%    |
| 10   | Trinidad y Tobago | A | 0   | 4  | 0  | 0  | 4  | 2  | 13 | -11  | 0%     |
| 11   | Haití             | B | 0   | 4  | 0  | 0  | 4  | 2  | 16 | -14  | 0%     |
| 12   | Santa Lucía       | B | 0   | 4  | 0  | 0  | 4  | 3  | 19 | -16  | 0%     |

## Cobertura Mediática

### Centroamérica
- Costa Rica: Teletica
- Costa Rica: Repretel
- Guatemala: Albavisión
- Honduras: Televicentro
- Panamá: RPC TV Canal 4
- Panamá: TVMax

### Norteamérica
- Canadá:

- Estados Unidos:

- - Inglés: BEIN En Inglés

- - Español: BEIN En Español, Univision Deportes Network

### Sudamérica
- Argentina: América Sports
- Paraguay: Mi Cable Sports
- Uruguay: TCC Sports

## Clasificados alMundial Sub-17 Chile 2015
| Bandera de México | Bandera de Honduras | Bandera de Estados Unidos | Bandera de Costa Rica |
| México            | Honduras            | Estados Unidos            | Costa Rica            |
| ----------------- | ------------------- | ------------------------- | --------------------- |